# Bosque protector Bosqueira
El Bosque Protector Bosqueira es una reserva de bosque seco tropical en el Ecuador. Se encuentra en la parte occidental del país, en la región litoral, en el norte de la ciudad Guayaquil en la provincia de Guayas. Tiene una extensión de aproximadamente 130 hectáreas. Está amenazado por incendios provocados por personas que buscan apropiarse de terrenos. Hay campañas de reforestación. Como los otros bosques de Guayaquil está rodeado por urbanizaciones, canteras y carreteras y esto no permite el flujo genético de las especies. Además tala y caza ilegal son perjudicial.